# والتر فرنسيس
والتر فرنسيس (بالإنجليزية: Walter Holman)‏ هو لاعب كرة قدم أمريكية أمريكي، ولد في 6 أبريل 1959 في فايدين في الولايات المتحدة.

## وصلات خارجية
- والتر فرنسيس على موقع مرجع كرة القدم المحترفة.كوم (الإنجليزية)
- والتر فرنسيس على موقع JustSportsStats.com (الإنجليزية)